# Liste des sommets de Sao Tomé-et-Principe

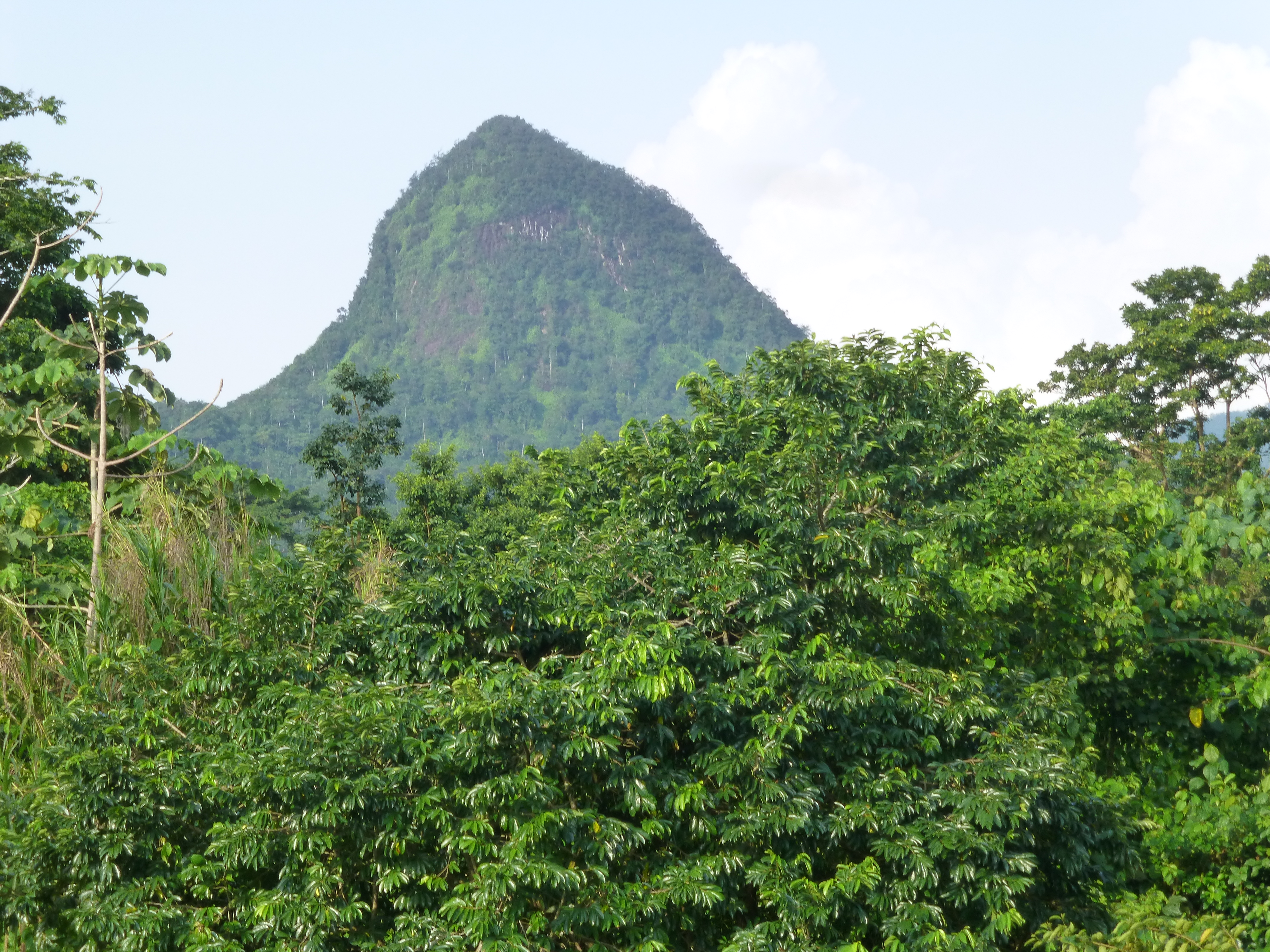
Un pic à proximité de Bombaim.

Cet article présente une liste des sommets de Sao Tomé-et-Principe.

## Sommet de plus de2 000 mètres
| Nom              | Île      | Altitude | Image | Référence |
| ---------------- | -------- | -------- | ----- | --------- |
| Pico de São Tomé | São Tomé | 2 024    |       | [ 1 ]     |

## Sommets de plus de1 000 mètres
| Nom                  | Île      | Altitude | Image | Référence |
| -------------------- | -------- | -------- | ----- | --------- |
| Pico Ana Chaves (pt) | São Tomé | 1 630    |       | [ 2 ]     |
| Pico Calvario (ceb)  | Principe | 1 225    |       | [ 3 ]     |
| Carvalho             | São Tomé | 1 595    |       | [ 4 ]     |
| Pico Charuto (pt)    | São Tomé | 1 240    |       | [ 4 ]     |
| Cabumbé (pt)         | São Tomé | 1 403    |       | ,         |
| Morro de Dentro (pt) | São Tomé | 1 382    |       | [ 4 ]     |
| Morro Esperança      | São Tomé | 1 312    |       | [ 4 ]     |
| Morro Lembá (pt)     | São Tomé | 1 073    |       | [ 7 ]     |
| Palmira (ceb)        | São Tomé | 1 314    |       | [ 8 ]     |
| Peninha              | Principe | 1 336    |       | [ 4 ]     |
| Pico Mesa            | São Tomé | 1 875    |       | [ 4 ]     |
| Piramide             | São Tomé | 1 470    |       | [ 4 ]     |

## Sommets de plus de500 mètres
| Nom                    | Île      | Altitude | Image | Référence |
| ---------------------- | -------- | -------- | ----- | --------- |
| Pico Cágunguê (ceb)    | São Tomé | 485      |       | [ 9 ]     |
| Pico Cão Grande        | São Tomé | 663      |       | [ 2 ]     |
| Carrote (pt)           | Principe | 839      |       | [ 10 ]    |
| Monte Castro (ceb)     | São Tomé | 639      |       | [ 11 ]    |
| Monte Chamiço (ceb)    | São Tomé | 849      |       |           |
| Monte de Dentro (ceb)  | São Tomé | 885      |       | [ 12 ]    |
| Estoril (ceb)          | São Tomé | 662      |       | [ 13 ]    |
| Fortunato (ceb)        | São Tomé | 708      |       | [ 14 ]    |
| Morro Irene (ceb)      | São Tomé | 560      |       | [ 15 ]    |
| Pico Maria Fernandes   | São Tomé | 861      |       | [ 2 ]     |
| Pico Maria Pires (ceb) | São Tomé | 693      |       | [ 16 ]    |
| Pico Mencorne (pt)     | Principe | 921      |       | [ 10 ]    |
| Mesa (pt)              | Principe | 537      |       | [ 10 ]    |
| Muongo (ceb)           | São Tomé | 502      |       | [ 17 ]    |
| Pico Papagaio (pt)     | Principe | 680      |       | [ 2 ]     |
| Pico do Príncipe (en)  | Principe | 947      |       | [ 1 ]     |
| Queijo                 | São Tomé | 869      |       | [ 4 ]     |

## Sommets de plus de100 mètres
| Nom                           | Île      | Altitude | Image | Référence |
| ----------------------------- | -------- | -------- | ----- | --------- |
| Morro Artur (ceb)             | Principe | 165      |       | [ 18 ]    |
| As Mamas (pt)                 | Principe | 251      |       | [ 7 ]     |
| Barriga Branca (ceb)          | Principe | 450      |       | [ 7 ]     |
| Botija (ceb)                  | São Tomé | 416      |       |           |
| Morro Caixão (pt)             | Principe | 226      |       | [ 7 ]     |
| Pico Cantagalo (ceb)          | São Tomé | 371      |       | [ 19 ]    |
| Pico Cão Pequeno              | São Tomé | 390      |       | [ 2 ]     |
| Morro Catrairo (ceb)          | São Tomé | 401      |       | [ 20 ]    |
| Pico Cruzeiro (ceb)           | São Tomé | 352      |       | [ 21 ]    |
| Morro de Este (ceb)           | Principe | 317      |       | [ 22 ]    |
| Focinho de Cão                | Principe | 262      |       | [ 7 ]     |
| Morro Fundão (pt)             | Principe | 260      |       | [ 7 ]     |
| Godins (ceb)                  | São Tomé | 416      |       | [ 23 ]    |
| Morro Iõla (pt)               | Principe | 250      |       | [ 7 ]     |
| Pico João Dias Pai (ceb)      | Principe | 256      |       | [ 24 ]    |
| Morro Leste (pt)              | Principe | 183      |       | [ 7 ]     |
| Maria Helena (ceb)            | São Tomé | 334      |       | [ 25 ]    |
| Pico Santa Maria Isabel (ceb) | São Tomé | 220      |       | [ 26 ]    |
| Miguel Ângelo (ceb)           | São Tomé | 371      |       | [ 27 ]    |
| Pico Mizambu (ceb)            | São Tomé | 264      |       | [ 28 ]    |
| Pico Negro (ceb)              | Principe | 181      |       | [ 7 ]     |